# کام هم
کام هم (انگلیسی: Com Hem) شرکت مخابرات سوئدی است، که در سال ۱۹۸۳ تأسیس شد.